# Psorophora ferox
Psorophora ferox es un mosquito de tamaño mediano originario de gran parte del Continente Americano. Habita en bosques húmedos, poniendo sus huevos en charcas temporales llenas de agua de lluvia. Las larvas se desarrollan durante el verano en América del Norte. Son animales agresivos al alimentarse y dan mordiscos dolorosos.   Este mosquito está activo tanto de día como de noche. 

## Descripción
El tórax de un ejemplar adulto está cubierto de escamas oscuras con motas de escamas amarillentas más claras. El abdomen es mayoritariamente de escamas oscuras en la zona dorsal y amarillentas en la zona ventral. Estas escamas amarillentas forman parches triangulares apicolaterales. El dorso refleja un color púrpura. Las patas son mayoritariamente oscuras con escamas blancas en los dos últimos segmentos del tarso . Las alas de la hembra miden entre 3,7 y 4,0 mm aproximadamente. La probóscide es larga y oscura. 

## Rango
P. ferox se encuentra desde América del Sur, América central, el Caribe, México, hasta el este de los Estados Unidos y el sureste de Canadá. 

## Importancia médica
P. ferox es portador de numerosas enfermedades, aunque no se considera un vector importante. Se sabe que es portador del virus de la encefalitis equina venezolana (EEV). Se descubrió que era un vector menor del virus del Nilo Occidental (VNO) en Nueva York. Se han encontrado varios virus en este mosquito en la Amazonia, como el virus Una y el virus Ilheus . En América Central y del Sur, el mosquito transporta las larvas de Dermatobia hominis, la mosca humana, un parásito cuyas larvas se desarrollan dentro de la carne de un huésped mamífero. 